# پایونیر (شرکت)
شرکت پایونیر گلوبال (به انگلیسی: Payoneer Global Inc.) یک شرکت خدمات مالی آمریکایی است که خدماتی مانند انتقال اینترنتی پول و پرداخت دیجیتال را ارائه می‌دهد و برای مشتریان سرمایه در گردش فراهم می‌کند.

## تاریخچه
شرکت پایونیر در سال ۲۰۰۵ با سرمایه اولیه ۲ میلیون دلاری از سوی بنیان‌گذار و مدیرعامل وقت، یووال تال و سایر سرمایه‌گذاران خصوصی تأسیس شد. در سال ۲۰۰۷، شرکت ۸۳ نورث (گریلاک اسرائيل) رهبری جمع‌آوری سرمایه اضافی ۴ میلیون دلاری را بر عهده داشت و سرمایه‌گذاران دیگری مانند وایولا ونچرز، کراسبار کپیتال، پینگ ان، ولمینگتون، بخش سرمایه‌گذاری رشدی شرکت ساسکوهنا، نفتالی بنت و نیکا پارتنرز نیز در این دور سرمایه‌گذاری مشارکت کردند. از سال ۲۰۰۵ تاکنون، پایونیر بیش از ۲۶۵ میلیون دلار از سرمایه‌گذاران جذب کرده است.
پایونیر در مارس ۲۰۱۶، شرکت Armor Payments را که درزمینهٔ سپرده‌گذاری اینترنتی فعالیت می‌کرد، خریداری کرد. این خرید با هدف گسترش فعالیت‌های پایونیر درزمینهٔ معاملات تجاری کسب‌وکار به کسب‌وکار (B2B) بین ۵۰۰ تا ۱ میلیون دلار آمریکا صورت گرفت. در این معاملات، استفاده از کارت‌های اعتباری و اعتبارنامه‌ها به دلایلی مانند هزینه‌های بالا یا زمان‌بر بودن، ممکن است مناسب نباشد. پایونیر همچنین در همین سال، همکاری خود را با سایت تجارت الکترونیک ‌آمریکای لاتین Linio آغاز کرد.
در اوت ۲۰۱۶، شرکت پایونیر سرویس فرم‌های مالیاتی خودکار را به خدمات پرداخت انبوه خود اضافه کرد.
در اکتبر ۲۰۱۶، شرکت پایونیر سرمایه ۱۸۰ میلیون دلاری از شرکت Technology Crossover Ventures دریافت کرد و مجموع سرمایه‌ شرکت را به ۲۳۴ میلیون دلار رساند.
در سال ۲۰۱۷، شرکت سرمایه‌گذاری چینی Broadband Capital (CBC) در شرکت پایونیر سرمایه‌گذاری کرد.
در سال‌های ۲۰۱۷ و ۲۰۱۸، پایونیر به ترتیب به‌عنوان چهلمین و سیزدهمین شرکت تحول‌آفرین توسط سی‌ان‌بی‌سی شناخته شد.
در سال ۲۰۱۸، یوئل ناوه، اقتصاددان سابق اسرائیل، به این شرکت پیوست تا بخش سرمایه در گردش پایونیر را رهبری کند.
پایونیر در فوریه ۲۰۱۹ یک سرویس پیش‌پرداخت سرمایه راه‌اندازی کرد.
در سال ۲۰۱۹، پایونیر مجوز فعالیت به‌عنوان مؤسسه پول الکترونیکی برای مشتریان در اتحادیه اقتصادی اوراسیا را از بانک مرکزی ایرلند دریافت کرد.
در سال ۲۰۱۹، پایونیر شرکت FT Partners را استخدام کرد تا به گسترش شرکت و جذب دور دیگری از سرمایه‌گذاری خصوصی کمک کند.
پایونیر در دسامبر ۲۰۱۹، یک پلتفرم یکپارچه‌سازی پرداخت آلمانی به نام شرکت optile را خریداری کرد. این خرید به پایونیر اجازه می‌دهد تا علاوه بر خدمات B2B (کسب‌وکار به کسب‌وکار) که از زمان شروع ارائه می‌کرد، برای اولین بار خدمات بازرگانی و پذیرش پرداخت توسط مصرف‌کنندگان را نیز ارائه دهد. دانیل اسمدز، شرکت optile را تأسیس و اداره می‌کند و ۷۵ کارمند آن که همچنان به‌عنوان یک گروه مستقل از دفتر مرکزی فعلی خود در مونیخ فعالیت خواهند کرد، درعین‌حال برای پایونیر نیز کار خواهند کرد.
از اول ژانویه ۲۰۲۱، حساب‌های دریافت یورو وایرکارد در پایونیر فقط از منابع پرداختی که تأیید شده‌اند، می‌توانند پول دریافت کنند. شرکت وایرکارد ای‌جی از ۲۵ ژوئن ۲۰۲۰ ورشکسته شده، اما حساب دریافت یورو آن توسط شرکت تابعه‌اش، وایرکارد بانک ای‌جی که بخشی از روند ورشکستگی نیست، پشتیبانی می‌شود. کاربران می‌توانند با درخواست حساب دریافت یورو از سیتی‌بانک، از منابع دیگر هم پول دریافت کنند.
در فوریه ۲۰۲۱، شرکت پایونیر اعلام کرد که از طریق ادغام با FTAC Olympus Acquisition Corp (نزدک: FTOCU) که یک شرکت با هدف ویژه تملک (SPAC) و متعلق به بتسی.ز.کوهن، مدیرعامل سابق Bancorp است، به یک شرکت سهامی عام تبدیل خواهد شد. شرکت جدید با عنوان پایونیر فعالیت خواهد کرد و ارزش آن در زمان بسته شدن معامله، حدود ۳.۳ میلیارد دلار تخمین زده می‌شود. ۳۰۰ میلیون دلار از این سرمایه‌گذاری از طریق سرمایه‌گذاری خصوصی در سهام عمومی (PIPE) از سرمایه‌گذارانی مانند Dragoneer Investment Group، سرمایه‌گذاری‌های فیدلیتی و فرانکلین تمپلتون تأمین خواهد شد.
پایونیر در تاریخ ۲۸ ژوئن ۲۰۲۱ در بازار بورس سهام نزدک عرضه شد.
در ماه مه ۲۰۲۲، شرکت پایونیر خدمات جدیدی به نام Payoneer Checkout را معرفی کرد. این خدمات به کسب‌وکارها امکان می‌دهد تا با فروشگاه‌های آنلاین از نوع فروش مستقیم به مصرف‌کننده (DTC) همکاری کنند.
در ماه اوت ۲۰۲۳، اعلام شد که پایونیر پلتفرم داده هوش مصنوعی مستقر در اسرائیل، به نام Spott را به مبلغ نامعلومی خریداری کرده است. با این خرید جدید، پایونیر داده‌های دقیق و قابل‌اندازه‌گیری برای تصمیم‌گیری تجاری سریع‌تر و آگاهانه‌تر ارائه خواهد کرد.

## خدمات
کاربران پایونیر می‌توانند با استفاده از کیف پول الکترونیکی، حساب بانکی مجازی یا کارت نقدی پیش‌پرداخت، پول ارسال و دریافت کنند. پول دریافتی را می‌توان به حساب بانکی واریز کرد یا به‌صورت آنلاین یا در فروشگاه‌ها با کارت نقدی پایونیر استفاده کرد. پایونیر در تسهیل پرداخت‌های بین‌المللی بین شرکت‌ها (B2B) تخصص دارد. این شرکت پرداخت‌ها را در بیش از ۱۵۰ ارز محلی، از طریق انتقال وجه، پرداخت‌های آنلاین و کارت نقدی پیش‌پرداخت، انجام می‌دهد.
شرکت‌های بزرگی مانند ایربی‌ان‌بی، آمازون، گوگل و آپورک از پایونیر برای پرداخت‌های بزرگ به افراد و شرکت‌های دیگر در سراسر جهان استفاده می‌کنند. پایونیر همچنین توسط بازارهای تجارت الکترونیکی مانند راکوتن، بازارهای آزاد مانند فایور و انویتو و شبکه‌های تبلیغاتی استفاده می‌شود تا این شرکت‌ها را با ناشران خارج از کشور خود متصل کند.
در حوزه تولید محتوا، پایونیر با شرکت‌هایی مانند گتی ایمجز، پوند۵ و دیگران همکاری می‌کند.
در اکتبر ۲۰۱۹، این شرکت خدماتی را برای کسب‌وکارهای کوچک و متوسط راه‌اندازی کرد که امکان ارسال پرداخت‌ها را به هر نقطه از جهان به‌سرعت و با هزینه‌ای کم فراهم می‌کند.

## کسب‌وکار
دفتر مرکزی شرکت پایونیر در شهر نیویورک است. تا سال ۲۰۱۹، این شرکت حدود ۱۲۰۰ نفر را استخدام کرده بود و بیش از ۴ میلیون مشتری داشت. در سال ۲۰۱۹، ارزش شرکت بیش از ۱ میلیارد دلار تخمین زده شد.
برای انتقال قانونی پول در بازار واحد اروپا، پایونیر تا پیش از برگزیت، با کمیسیون خدمات مالی جبل‌الطارق ثبت شده بود و سپس به ایرلند نقل‌مکان کرد.

## دسترسی جهانی

### فیلیپین
در سال ۲۰۰۹، پایونیر برای استفاده در فیلیپین نیز در دسترس قرار گرفت.

### کره جنوبی
پایونیر در سال ۲۰۱۷، با بازار آنلاین تجارت بنگاه به بنگاه (B2B) کره جنوبی به نام EC21 شریک شد. همچنین، این شرکت یک رابط برنامه‌نویسی کاربردی (API) پرداخت یکپارچه برای ارائه‌دهندگان نرم‌افزار به‌عنوان‌یک‌سرویس (SaaS) منتشر کرد تا امکان انجام پرداخت‌های B2B بین‌المللی در پلتفرم‌های ابری را فراهم کند. در سال ۲۰۱۸، پایونیر یک دفتر در سئول تأسیس کرد.

### بریتانیا/اتحادیه اروپا
پایونیر در سال ۲۰۱۷، یک دفتر در لندن افتتاح کرد. در سال ۲۰۲۰، این شرکت برای محافظت از مشتریان منطقه اقتصادی اروپا از اثرات خروج بریتانیا از اتحادیه اروپا (برگزیت)، یک دفتر جدید در دوبلین افتتاح کرد.

### پاکستان
پایونیر در پاکستان با مشارکت بانک ام‌سی‌بی، استاندارد چارترد و بانک فیصل خدمات خود را ارائه می‌دهد.
در نبود پی‌پل در پاکستان، پایونیر به یک جایگزین کاربردی برای انتقال وجه بین‌المللی تبدیل شده است و مورد استفاده افراد و شرکت‌های بین‌المللی قرار می‌گیرد. با توجه به رونق اقتصاد فریلنسینگ در پاکستان، فریلنسرها بخش قابل‌توجهی از پایگاه کاربران پایونیر را تشکیل می‌دهند. در حال حاضر، پایونیر امکان برداشت نقدی از پلتفرم‌هایی مانند فایور، آپورک، فریلنسر، گورو، Elance، آمازون و غیره را فراهم می‌کند. علاوه بر این، خرید آنلاین با استفاده از پایونیر امکان‌پذیر است.

### چین
پایونیر در چین فعالیت دارد و در سال 2017، به‌عنوان شریک انحصاری و ارائه‌دهنده خدمات پرداختی فروشندگان الکترونیکی چینی برای پلتفرم تجارت الکترونیک لتونیایی Joom بود.

### اوکراین
پایونیر با چندین بانک در اوکراین همکاری دارد، ازجمله پریوات‌بانک، آلفا-بانک و مونوبانک.

### هند
شرکت پایونیر به دلیل دستورالعمل‌های خاصی که توسط بانک ذخایر هند (RBI) اعمال شده بود، در سال 2011 خدمات خود را در بازار هند متوقف کرد. پس از همکاری با ایندوسلند بانک و کسب تأییدیه از سنترال بنک ایندیا، پایونیر در سال 2016 مجدداً وارد بازار هند شد. این شرکت برای مطابقت با مقررات محلی، خدمات خود را برای بازار هند متناسب کرد و سیستم‌های گزارش دهی تخصصی و محدودیت‌های انتقال وجه را در نظر گرفت. پایونیر اولین پلتفرم پرداخت دیجیتال در هند بود که به مشتریان گواهی دریافت حواله ارزی از خارج از کشور (FIRC) را به‌صورت دیجیتالی ارائه کرد و بدین ترتیب فرآیندهای تجاری مورد نیاز را ساده‌ کرد.

### همکاری با ایربی‌ان‌بی در فرانسه
در نوامبر ۲۰۱۳ پایونیر با وب‌سایت محبوب اجاره‌ مسکن ایربی‌ان‌بی همکاری کرد. این همکاری به میزبانان اجازه می‌داد تا به‌راحتی درآمد خود را از طریق کارت‌های نقدی پیش‌پرداخت پایونیر برداشت کنند. در دسامبر ۲۰۱۷ مقامات فرانسوی سیستم پرداخت را مورد بررسی قرار دادند، زیرا اجازه می‌داد تا میزبانان بدون نیاز به واریز اولیه درآمد خود به حساب‌های بانکی، پرداخت‌های خود را دریافت کنند. این امر می‌توانست منجر به امکان فرار مالیاتی شود. درنتیجه ایربی‌ان‌بی موافقت کرد تا سیستم پرداخت را در فرانسه حذف کند.

## تحقیقات
پایونیر گزارش‌هایی در مورد اقتصاد جهانی منتشر می‌کند.
- یادگیری الکترونیکی در پی همه‌گیری (۲۰۲۰)[۴۹]
- وضعیت پخش زنده جهانی در سال ۲۰۲۰[۵۰]
- شاخص جهانی اقتصاد گیگ (سیستم بازار آزاد) (۲۰۱۹)[۵۱]
- شاخص جهانی فروشنده (۲۰۱۹)[۵۲]
- گزارش سالانه فریلنسر (۲۰۱۵ ، ۲۰۱۸ ، ۲۰۲۰)[۵۳]

## تخلف‌ها
پایونیر بین سال‌های ۲۰۱۳ تا ۲۰۱۸ با دور زدن تحریم‌های دفتر کنترل سرمایه‌های خارجی در معاملات غیرقانونی شرکت داشت. این شرکت برای حل‌وفصل این تخلفات، موافقت کرد که ۱.۴ میلیون دلار آمریکا پرداخت کند.